# Saint-Vrain (Marne)
Pour les articles homonymes, voir Saint-Vrain.
 (octobre 2023).
Saint-Vrain est une commune française, située dans le département de la Marne en région Grand Est, à l'écart des grands axes.
Si par le passé, l'agriculture et la forêt furent les principales sources de revenus des habitants, il leur faut désormais, pour la majorité, aller travailler dans les villes avoisinantes. Il ne reste que l'église et le lieu-dit le Château  comme traces du passé du village.

## Géographie
|                  | Scrupt              | Maurupt-le-Montois |
| Heiltz-le-Hutier | Saint-Vrain         | Saint-Eulien       |
|                  | Perthes Haute-Marne | Vouillers          |

### Localisation, géologie et relief
Saint-Vrain se situe dans la partie est du département, la Champagne humide ou verte formée de roches infra crétacées (argile mêlée de sable) et plus précisément dans la zone agricole du Perthois,, pays privilégié d’alluvions fertiles au sol lourd à mi-chemin entre Saint-Dizier (Haute-Marne) et Vitry-le-François (Marne), à l’écart de la route nationale 4.
La commune est limitrophe des communes de  Vouillers, Perthes, Heiltz-le-Hutier, Scrupt et de la forêt de Trois-Fontaines-l'Abbaye.
La superficie de la commune est de 1 157 ha (se répartissant comme suit en 2006 : 2,7 % réservés à l’occupation humaine ; 57,8 % à l’agriculture ; 40,5 % en forêts et espace naturel, dont un petit étang, le Gris-Mansart). La totalité de la forêt est privée.
Son altitude varie entre 126 et 154 mètres, la moyenne se situant à 135 m.

### Hydrographie
La commune est dans la région hydrographique « la Seine de sa source au confluent de l'Oise (exclu) » au sein du bassin Seine-Normandie. Elle est drainée par l'Orconté, la Fossé de l'Étang, le canal 01 de la Pièce Saint-Vrain, le canal 02 de la Pièce Saint-Vrain, le Fossé 01 de l'Étang du Gris Mansard et le Fossé 04 de la commune de Trois-Fontaines-l'Abbaye,.
L'Orconté, d'une longueur de 31 km, prend sa source dans la commune de Trois-Fontaines-l'Abbaye et se jette  dans la Marne à Frignicourt, après avoir traversé onze communes. Appelé ru d'Or sur une partie de son cours, il passe à proximité  d'un village nommé comme lui Orconte où il reçoit la Censière. Autrefois on y attrapait des écrevisses. Elles seraient disparues à cause des eaux savonneuses, les femmes y rinçant leur linge. Vers les années 1970, selon l'importance du courant et la largeur du ruisseau, il y avait des renoncules aquatiques entourées de lentilles d'eau, quelques loches, araignées d'eau, porte-bois (ou traîne-buches), sangsues et vandoises.
Deux plans d'eau complètent le réseau hydrographique : la fosse aux Sangsues (0,1 ha) et l'étang du Gris Mansard (8 ha),.

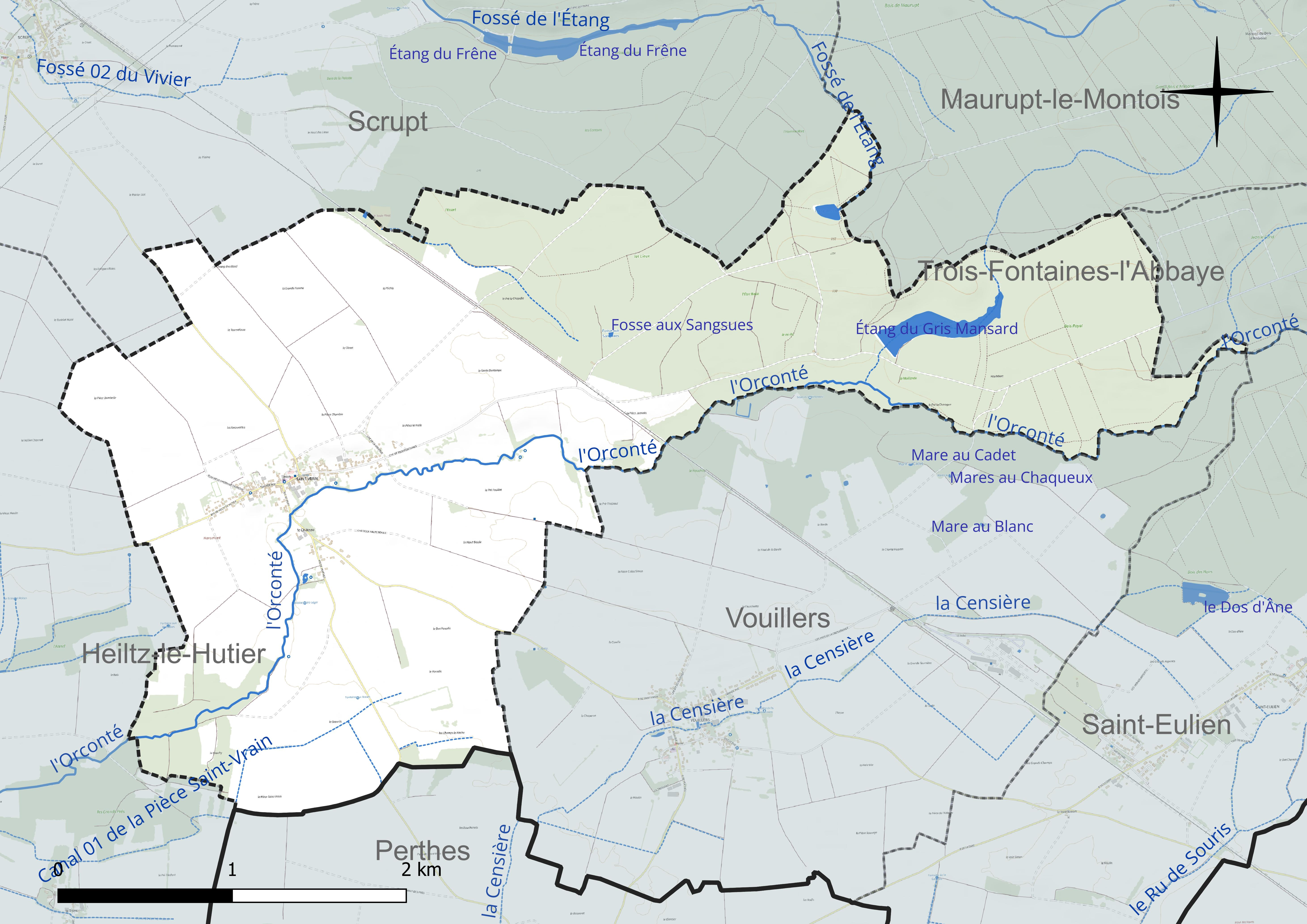
Réseau hydrographique de Saint-Vrain.

### Climat
Pour des articles plus généraux, voir Climat du Grand Est et Climat de la Marne.
En 2010, le climat de la commune est de type climat des marges montargnardes, selon une étude du Centre national de la recherche scientifique s'appuyant sur une série de données couvrant la période 1971-2000. En 2020, Météo-France publie une typologie des climats de la France métropolitaine dans laquelle la commune est exposée à un climat océanique altéré et est dans une zone de transition entre les régions climatiques « Nord-est du bassin Parisien » et « Lorraine, plateau de Langres, Morvan ».
Pour la période 1971-2000, la température annuelle moyenne est de 10,4 °C, avec une amplitude thermique annuelle de 16 °C. Le cumul annuel moyen de précipitations est de 829 mm, avec 12,3 jours de précipitations en janvier et 8,8 jours en juillet. Pour la période 1991-2020, la température moyenne annuelle observée sur la station météorologique de Météo-France la plus proche, « Saint-Dizier », sur la commune de Saint-Dizier à 13 km à vol d'oiseau, est de 11,6 °C et le cumul annuel moyen de précipitations est de 794,5 mm. 
La température maximale relevée sur cette station est de 41,4 °C, atteinte le 25 juillet 2019 ; la température minimale est de −22,5 °C, atteinte le 14 février 1956,,.
Les paramètres climatiques de la commune ont été estimés pour le milieu du siècle (2041-2070) selon différents scénarios d'émission de gaz à effet de serre à partir des nouvelles projections climatiques de référence DRIAS-2020. Ils sont consultables sur un site dédié publié par Météo-France en novembre 2022.

### Voies de communication et transports
Le village est traversé par la départementale 77 et relié à Vitry-le-François par la départementale 358 ; des chemins vicinaux mènent à la forêt et à Perthes. Situé à l'écart des grandes voies de circulation, il est peu fréquenté sauf en période de cueillette de muguet, où les connaisseurs vont en forêt, et par les randonneurs. Il existe en effet un sentier de randonnée de 12 km et d'une durée de 3 h 30.
L’autorail assurant la liaison entre Vitry-le-François et Saint-Dizier s’arrêtait, à 2 km du village, en pleine nature (en 1880, les habitants se seraient opposés à la création d'une gare ou d'une halte) pour permettre aux collégiens de rejoindre leur établissement scolaire et aux habitants non motorisés de rejoindre ces villes, jusque vers 1970/1980.
En 2012, pour se rendre au travail les déplacements s’effectuaient par véhicules personnels pour ceux ne travaillant pas sur place. Il n'y a pas de bus passant par le village. Les gares les plus proches sont à Vitry-le-François et Saint-Dizier.

## Urbanisme

### Typologie
Au 1er janvier 2024, Saint-Vrain est catégorisée commune rurale à habitat dispersé, selon la nouvelle grille communale de densité à sept niveaux définie par l'Insee en 2022.
Elle est située hors unité urbaine. Par ailleurs la commune fait partie de l'aire d'attraction de Vitry-le-François, dont elle est une commune de la couronne,. Cette aire, qui regroupe 73 communes, est catégorisée dans les aires de moins de 50 000 habitants,.

### Occupation des sols
L'occupation des sols de la commune, telle qu'elle ressort de la base de données européenne d’occupation biophysique des sols Corine Land Cover (CLC), est marquée par l'importance des territoires agricoles (57,1 % en 2018), une proportion sensiblement équivalente à celle de 1990 (57,8 %). La répartition détaillée en 2018 est la suivante : 
terres arables (57,1 %), forêts (33,1 %), milieux à végétation arbustive et/ou herbacée (6,3 %), zones urbanisées (3,5 %). L'évolution de l’occupation des sols de la commune et de ses infrastructures peut être observée sur les différentes représentations cartographiques du territoire : la carte de Cassini (XVIIIe siècle), la carte d'état-major (1820-1866) et les cartes ou photos aériennes de l'IGN pour la période actuelle (1950 à aujourd'hui).

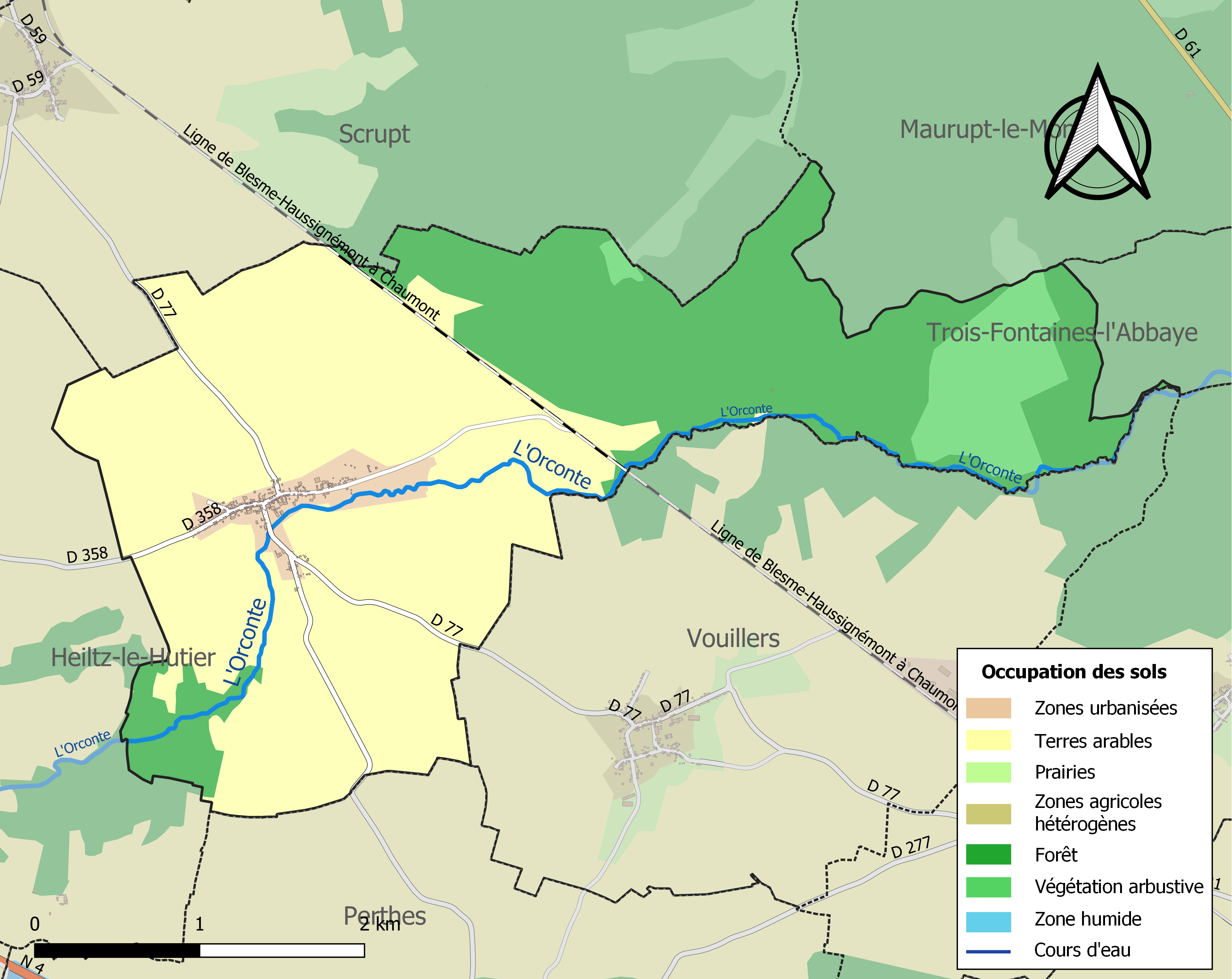
Carte des infrastructures et de l'occupation des sols de la commune en 2018 (CLC).

### Morphologie urbaine
La consultation de la carte du village montre que Saint-Vrain est un village-rue, avec son église entourée du cimetière, derrière la mairie-école. Le cœur du village se situe autour de la mairie et de l'église.

### Odonymie
Le plan général des rues du village a été dressé en 1868 (après une première ébauche le 11 juin 1790).
Les voies de circulation de la commune n'ont pas de noms particuliers, elles sont nommées en fonction de leur situation et portent le nom des lieux-dits ou communes voisines : route d'Heiltz le Hutier, route de Scrupt, route de Vouillers, route départementale 77, Grande-Rue, rue de Perthes, rue du Vieux-Chemin-de-Favresse, chemin de Trois-Fontaines, chemin de la Haute-Boule, ruelle du Rupt.

### Logement
Les maisons se répartissent en trois catégories :
- les maisons anciennes construites en ossature bois et torchis (souvent recouvert et crépi), dont la cour, fermée de bâtiments, donne sur la rue par une porte-rue (large entrée pour laisser passer à l'origine les chariots, fermée de deux grandes portes dont l’une a un portillon),
- les maisons de brique rouge au XIXe siècle, époque de construction de l'école,
- les constructions récentes dont plus de la moitié sont occupées par des habitants qui ont leurs racines dans cette commune et/ou y ont vu le jour ; en 2016, de nouvelles constructions sont encore en cours.
En 2015, on dénombrait 88 résidences principales, une résidence secondaire et six logements vacants. Ce sont de grands logements (68,2 % ont au moins cinq pièces) et, pour une large part, ils ont été construits après-guerre (70 %). Ils sont occupés par leur propriétaire à 92 % et 60 % des ménages résident depuis plus de 10 ans dans la commune (40,9% depuis 30 ans ou plus).

### Risques naturels et technologiques
Le risque sismique sur le territoire de la commune de Saint-Vrain est très faible car elle se trouve dans une zone de sismicité de 1/5. Le portail de la prévention des risques majeurs français a référencé cinq événements survenus sur la commune (inondations et coulées de boue : 1982, 1983, 1984, 1999 et 2021).

## Toponymie

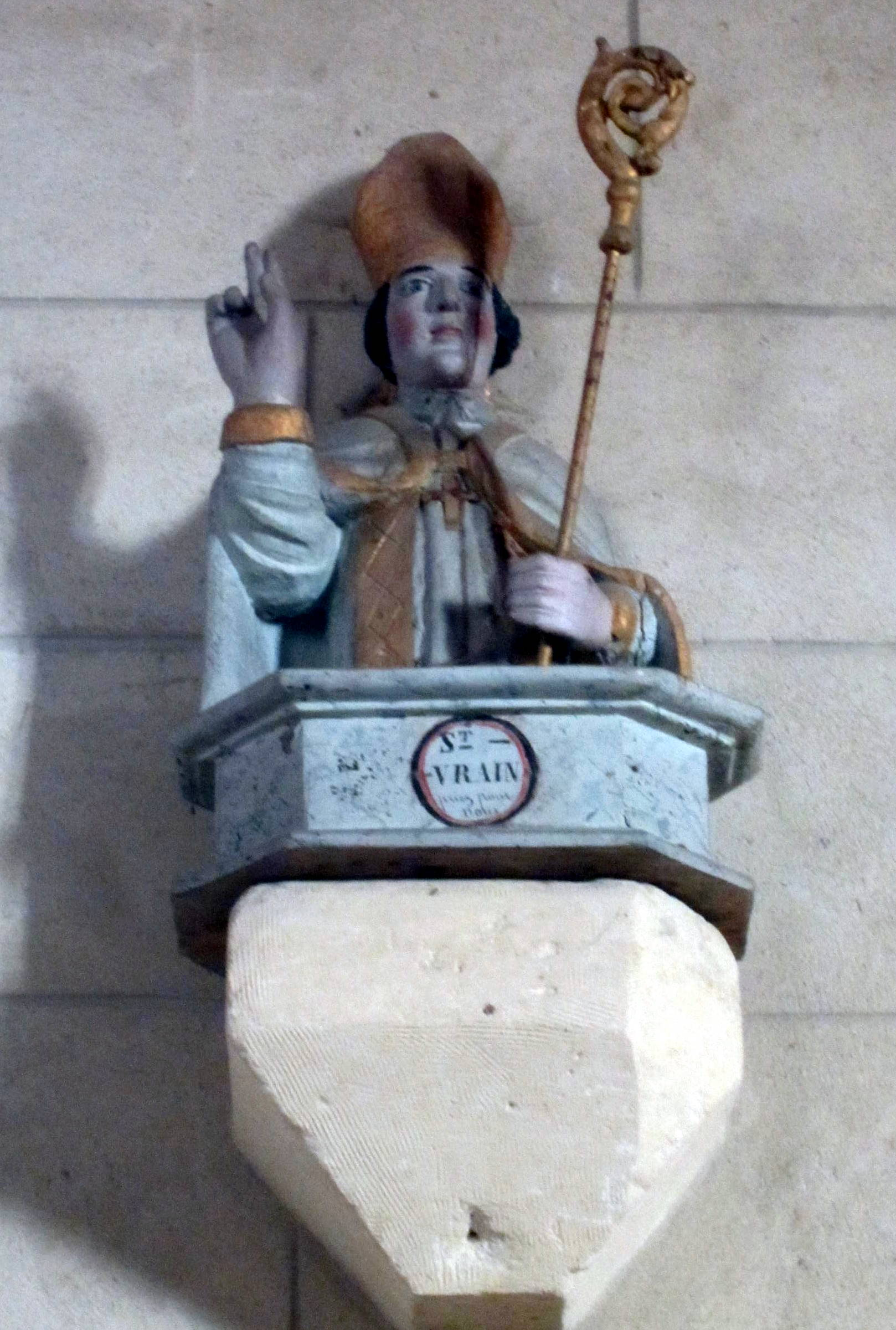
Statuette du saint patron du village dans l'église face à l'entrée latérale.

Le village a été connu sous des noms différents selon les périodes : Sanctus Veranus, 1110, Sanctus Verannus, 1221, Saint-Verein, Saint-Verain, vers 1222, Saint-Verim, 1251, Sanctus Verain, Sanctus Verayn, vers 1252, Saint-Vrain, 1461,Saint-Verin, Saint-Severin, 1486, Sainct-Wrain, 1515, Saint-Vrain, autrefois Saint-Verain ou encore Saint-Viran.
Saint-Vrain est un hagiotoponyme qui ferait référence à Véran de Cavaillon.

Il existe plusieurs saints selon le Martyrologe romain ou le dictionnaire d'hagiographie.

Le plus connu, Véran de Cavaillon, originaire de Barjac ou Lanuéjols en Gévaudan, ordonné prêtre en 540, fut nommé évêque de Cavaillon en 568 par Sigebert, roi d’Austrasie vers la fin du VIe siècle. Il est mort un 11 novembre l'an 590 dans la ville d'Arles où il s'était rendu pour un concile, entouré de tous les prêtres de son église. Il fut inhumé dans l'église de Fontaine-de-Vaucluse qui possède son sarcophage mérovingien. Une partie de ses reliques fut transférée dans la cathédrale de Cavaillon. Par la suite, les évêques de Cavaillon cédèrent des portions notables des reliques de saint Véran à diverses églises.

C'est saint Véran évêque de Cavaillon qui est vénéré dans plusieurs départements (84, 05, 45, 48, 91 sous le nom de Vrain). Il est fêté le 11 novembre.
Il pourrait être un ermite irlandais de Coolus en Champagne au VIe siècle (7 mai). Pour d'autres, le saint serait venu d’Écosse, il était un des frères de saint Gibrien, patron de la commune de ce nom (Saint-Gibrien) située à 6 km de Châlons-en-Champagne et se serait retiré à Matougues (Marne), où il mourut dans des sentiments de piété qui le firent canoniser plus tard. Il est fêté le 3 décembre.
En fait, l'évêque de Chalons, dans un courrier du 3 mai 1856, écrit qu'« aucun document ne peut nous apprendre à quelle époque et pourquoi le village de Saint-Vrain  a pris ce nom. Il paraît remonter à une haute antiquité, et peut être à une époque antérieure à notre saint. L'église n'offre rien qui constate son origine ou sa fondation ».
Au cours de la Révolution française, la commune porta provisoirement les noms de Olcomval et de Vrain-la-Fertilité en 1789 puis Saint Vrain en 1793, avant de s'appeler définitivement Saint-Vrain en 1801.
Une autre commune porte ce nom Saint-Vrain dans le département de l'Essonne ainsi que dans l'Yonne un petit ruisseau dénommé, semble-t-il, à tort le Vrin et un lieu-dit le Buisson-Saint-Vrain sur la D 3.

## Histoire

### Du Moyen Âge à la Révolution française
Plusieurs auteurs permettent d'en connaître l'histoire (Adolphe Guérard, Édouard de Barthélemy, l'abbé Neret) :

#### Un territoire évolutif
Un livre terrier de 1615, détenu aux archives communales, qui servait à l'allivrement de la taille sous la royauté, précise que
- le territoire actuel était partagé entre deux villages : Saint-Vrain et Gémicourt, village qui en dépendait alors et a complètement disparu depuis des siècles.
- sans compter cinq châteaux féodaux ayant de larges fossés et des ponts à bascule autour desquels s'étaient groupés quelques laboureurs et vignerons (château de la Feuillée dont de Hannecault en était seigneur au XVIIe siècle, château de Chanteloup qui avait pour seigneur René Destanelle, le Hochot qui avait pour seigneur Jehan de Gallois et fut détruit en 1725, un autre château appartenant au seigneur de Mutigny qui exerça un rôle pendant les guerres de religion[40], et le fief de Suzemont.

Plusieurs hameaux dépendaient du village : Hautebert, le Petit Moncets, Haute-Lompe, Chanteloup, le Chesne.

#### Au riche passé religieux
- Historiquement, au XIIe siècle, les templiers et bénédictins avaient d'importantes propriétés à Saint-Vrain et à Gémicourt ; le seul écart qui subsistait était la Cense des Hochots[38],[28], obligée de payer une redevance à l'ordre du Temple selon une charte de 1195.
- Thibaut comte de Champagne, en 1223, a pris sous sa protection les religieux de Saint-Vrain et de l'abbaye de Trois-Fontaines[34].
- En outre, au  commencement du XVIIe siècle, les moines de l'abbaye de Trois-Fontaines y avaient une maison avec chapelle, et bénéfice épiscopal dont le service se faisait à la chapelle Saint-Nicolas de l'église du village (chapelle fondée par Jean Lelarge, bailli de Vitry-le-François, confirmée par lettre de Philippe IV en 1329)[42]

#### Propriété successive de plusieurs seigneurs
- En 1184, Pierre, fils de Guillaume de Vitry, était chevalier de Saint-Vrain, selon les chartes de Cheminon.
- En 1240, Royer Lelarge, chevalier, auquel le sire de Lucémont devait l'hommage.
- Huit ans plus tard apparaît Guillaume de la Halle.
- En 1275, le plus ancien seigneur connu est Guillaume de Saint-Vrain, gendre de Gautier de Gigny.
- Au siècle suivant, Jean de Gand acquit la plus grande partie de la terre qui prit alors le nom de seigneurie de Jean de Gand.
- Elle était détenue en 1485 par Oudet d'Avant, chevalier; sa veuve, Guillemette de Saint-Mauris, la vendit le 14 avril 1489 à Guillaume de Corquillerays, chevalier et capitaine royal, qui la donna aussitôt à l'abbaye de Trois Fontaines.
- Les moines engagèrent ce fief comme celui d'Isson à Didier Mazet, écuyer auquel succédèrent, en 1505, Jean Mazer et Simon Mazer en 1508.
- Puis, on retrouve plusieurs descendants de Philippe de MINETTE[43], écuyer, seigneur du Breuil mort lors de la bataille de Marignan (1515) dont le fils Nicolas, écuyer seigneur de Saint Verain, homme d’armes de la compagnie de François de Lorraine, duc de Guise ; puis son petit-fils Jacques, chevalier, baron de Heiltz  était également seigneur de Saint Verain[44]; Marguerite, fille de Jacques, épousa Claude du HAMEL, seigneur d’Isson et de Saint-Vrain, chevalier de l’ordre de Malte et leur fille prénommée également Marguerite épousa le 23 février 1666 Charles de la VEFVE seigneur de Somsois et Saint  Vrain[45].

- Au siècle suivant, en 1745, M. de Bouvet[Note 8] en est le seigneur.

- Et, en 1779, M. François Louis Antoine, baron de Pechard, seigneur de Saint-Vrain et de la Feuillée (château détruit à Saint-Vrain), est au nombre des seigneurs qui, le 16 mars 1789 à Vitry-le-François, ont concouru à la rédaction du cahier de doléances de la noblesse[46].

#### Qui connut plusieurs événements
Un panneau sur la place de la mairie indique qu'en 1358 il fut le lieu de rassemblement des paysans révoltés du Perthois.
En 1576, au cours de la cinquième guerre de Religion, le village fut vaincu par Jean Casimir du Palatinat ; Henri de la Tour d'Auvergne y vint pour offrir sa médiation.
Le 22 aout 1633, en vue du siège de Nancy, le roi Louis XIII y fit passer 18 pièces de canon  et des charrettes chargées de munitions et à son retour une compagnie de chevau-légers y arriva le 9 octobre pour n'en repartir que le 14.
Pendant la guerre de Trente Ans, en 1635, d'importantes troupes y furent concentrées du 24 février au 5 mars. Ainsi, le 27 février ce sont huit compagnies du régiment du marquis de Polignac qui arrivèrent. Puis le 20 septembre, c'est au tour  du régiment des gardes d'y passer ; le 15 octobre, ce sont des seigneurs et officiers faits prisonniers à Saint-Mihiel ; le 22 novembre, 5 ou 600 Suisses y logèrent.

### Époque contemporaine

#### Un territoire redécoupé
Le 29 janvier 1791, pour se conformer à un décret de l'Assemblée nationale, la municipalité apportait une modification au livre terrier en partageant le territoire en six sections : Bourgogne, Chamel, La plaine, Haute Boule et Paradis, Haraumont ou Haromont, lieux et usages de Saint-Vrain (Arch.comm., Délibérations 29 janv., 10 juillet 1791).
Le plan napoléonien (1833), conservé aux archives départementales, répartit le territoire en quatre sections : de la Plaine, du bas Paradis, du village et des bois ; mais on retrouve, dans les sous-sections, des dénominations déjà rencontrées : Haromont, les terres de Chanteloup, les usages, Hautebert, sous Moncetz, la haute boule ; remarque faite que sur la commune voisine (Vouillers), existe le Hauchot.
En 1862, il ne restait plus que quelques traces des châteaux c'est-à-dire des fossés et deux fermes, et jusque vers 2005, subsistait encore un fossé visible du château (cadastré AB101 Le Château), comblé pour des raisons de sécurité.

#### Qui connut plusieurs événements
Le 25 janvier 1814, le 5e corps de cavalerie des armées impériales occupa le village, en vue du siège de Saint-Dizier, en l'attente de l'empereur.
Vers le 17 septembre 1891, lors de grandes manœuvres, 2000 hommes de troupes y logèrent.
Pendant la Première Guerre mondiale plusieurs régiments (7e brigade des troupes prussiennes , 5e bataillon de la compagnie hors rang ) y passèrent.
Le monument aux morts recense 13 morts pour la France.
Et, à l'instar d'autres communes, au cours de la Seconde Guerre mondiale, Saint-Vrain connût l'occupation, ses prisonniers français (6), puis allemands et des actes de résistance comme en témoigne une plaque sur la mairie-école en l'honneur de son instituteur qui a hébergé dix aviateurs pour des séjours de cinq jours à deux mois.

## Politique et administration

### Tendances politiques et résultats
Présidentielle 2012 :
Votants 84,21 % au premier tour ; Marine Le Pen 43,66 % ; Nicolas Sarkozy 29,58 % ; François Bayrou 7,75 % ; François Hollande 7,04 % ; Jean-Luc Mélenchon 4,93 % ;  Nicolas Dupont-Aignan 4,23 % ;  Philippe Poutou 2,11 % ; Nathalie Artaud 0,70 % ; autres candidats 0 %.
Et 78,95 % de votants au second tour; Nicolas  Sarkozy  73,73 % ; François Hollande 26,27 %.
Législatives 2012 : Votants 57,56 % au premier tour et 48,26 % au second tour ; M. Charles de Courson, Nouveau Centre, 81,71 %; Mme Mariane Dorémus, Socialiste, 18,29 %.
Départementales 2015 : Votants 51,43 % au premier tour et 53,71 % au second tour; M. Charles de Courson - Mme Florence Loiselet, Divers droite, 51,65 % ; M. Ludwig Montet - Mme Colette Pernet, FN, 48,35 %.
Régionales 2015 : Votants 52,22 % au premier tour et 62,22 % au second tour; M. Florian Philippot, FN, 62.75% ; M. Philippe Richert, LR, 31,37% ; M. Jean-Pierre Masseret, Divers gauche, 5,88 %.
Présidentielle 2017 :
Votants 81,56 % au premier tour; Marine Le Pen 54,61 % ; François Fillon 13,48 % ; Emmanuel Macron 10,64 % ; Nicolas Dupont-Aignan 9.93%; Jean-Luc Mélenchon 9,22 % ; Jean Lasalle 1,42 % ; Nathalie Artaud 0,71 % ;  autres candidats 0 % ; (blanc 2,74 % ; nuls 0,68 %).
Et 81,56 % au second tour; Marine Le Pen 75 % ; Emmanuel Macron 25 % (blanc 4,11 % ; nuls 5,48 %).
Législatives 2017 :
Votants 50,28 % au premier tour; M. Charles de Courson, UDI, 47.78 % ; M.Thomas Laval, FN, 35.56 % ; Bertrand Trepo, REM, 7.78 % ; Laurène Massicard, FI, 3.33 % ; Estelle Arbogast, DLF, 3.33 % ; Joëlle Bastien, Ext.G, 2.22 %
Votants 43,58 % au second tour; M. Charles de Courson, UDI, 66.67 % ; M.Thomas Laval, FN, 33.33 %.
Européennes 2019 :
Votants 56.90 % : Prenez le Pouvoir, Liste soutenue par Marine Le Pen (55.43 %), Renaissance soutenue par la République En Marche, le Modem et ses Partenaires (11.96 %), Union de la droite et du centre (8.70 %), le courage de défendre les français avec Nicolas Dupont-Aignan. Debout la France ! - Cnip (6.52 %), Europe Écologie (5.43 %), Pour l’Europe des gens contre l’Europe de l'argent (4.35 %), La France Insoumise (3.26 %), Les Européens (2.17 %), Parti Animaliste (1.09 %) et Envie d’Europe écologique et sociale (1,09 %).
Départementales 2021 : Votants 35,81 % au premier tour et 33,45 % au second tour ;  M. Charles de Courson - Mme Florence Loiselet, union au centre et à droite, 66,10 % ; M. Barruel Philippe et Mme Bastien-Lanusse Margaux, RN, 33,90 %.
Régionales 2021 : Votants 34.81 % au premier tour et 33,15 % au second tour ; M. Jean Rottner, liste d'union au centre et à droite, 42,11 % ; M. Laurent Jacobelli, RN, 40,35 % ; Mme Eliane Romani, liste d'union à gauche avec des écologistes, 14,04 % ;  Mme Brigitte Klinkert, liste divers centre, 3,51 %.
Présidentielle 2022 :
Votants 80.98 % au premier tour; Marine Le Pen 52,05 % ; Emmanuel Macron 17,12 % ; Jean-Luc Mélenchon 8,90 % ; Eric Zemmour 6,16 % ; Jean Lasalle 4,79 % ; Valérie Pécresse 4,11 % ; Nicolas Dupont-Aignan 2,74 %; Jannick Jadot  1,37 % ; Philippe Poutou 1,37 % ; Nathalie Artaud 0,68 % ; Anne Hidalgo 0,68 % ; Fabien Roussel 0 % ; (blanc 1.34 % ; nuls 0,67 %).
Et 79.89 % au second tour; Marine Le Pen 66.42 % ; Emmanuel Macron 33.58 % (blanc 4.08 % ; nuls 2.72 %)
Législatives 2022:
Votants 50,81 % au premier tour; M. Charles de Courson, Divers droite, 51,06 % ; M.Pierre Thionnet, RN, 38,30 % ; Mme Karine Le Luron, Nupes, 4,26 % ;   M. Emmanuel Renoud, Reconquête!, 3,19 % ; Mme Isabelle Pestre, Ensemble !, 2,13 % ; Mme Marie-Amélie de La Rochère, Droite souverainiste, 1,06 %.
Votants 46,49 % au second tour; M. Charles de Courson, Divers droite, 64,71 % ; M.Pierre Thionnet, RN, 35,29 %  (blanc 1,16 %).

#### Européennes 2024
Votants 61,03 % : Liste du Rassemblement National (Jordan Bardella) 57,76 %; Liste divers droite (Jean Lassalle) 10,34 %; Liste Ensemble (Valérie Hayer) 8,62 %; Liste Reconquête! (Marion Maréchal) 7,76 %; Liste les Républicains (François-Xavier Bellamy) 5,17 %; Liste divers (Hélène Thouy) 2,59 %; Liste d'extrême droite (Floriot Philippot) 2,59 %; Liste Divers (François Asserlineau) 0,86 %; Liste d’extrême Gauche (Nathalie Arthaud) 0,86 %; Liste d’extrême Gauche (Selma Labib) 0,86 %; Liste d'Union à Gauche (Raphaël Glucksmann) 0,86 %; Liste du Parti communiste français (Léon Deffontaines) 0,86 %; Liste Ecologique (Jean-Marc Governatori) 0,86 %.
Législatives 2024:
Votants 68,02 % au premier tour : M.Thierry Besson, Rassemblement National, 54,96 %;  M. Charles de Courson, Divers centre, 41,98 % ; M.Gaël Padiou, Union de la gauche, 3,05 %.
Votants 65,99 % au second tour; M. Charles de Courson, Divers Centre, 42,19 % ; M.Thierry Besson, Rassemblement National, 57,81 % (blanc 0,77 %, nul 0,77 %)

### Liste des maires
Les registres paroissiaux nous permettent de connaître les noms des anciens officiers et fonctionnaires seigneuriaux ou communaux, à l'époque de la royauté; nombreux sont procureurs fiscaux.
En 1789, un procureur-syndic, ou deux choisis parmi les habitants étaient à la tête des paroisses, remplissant une fonction qui consistait à représenter la communauté des habitants pour stipuler les droits et intérêts communs, et veiller à ce qui pouvait intéresser chacun des membres de la paroisse ou communauté.
De 1790 à 1884, les maires ont pu être élus au suffrage censitaire ou universel, ou nommés parmi les membres du conseil ou en dehors du conseil ; les modifications successives n'ont pas engendré localement d'instabilité.
Deux familles ont dominé la politique locale : la famille Aubertin (75 ans) et la famille Lallement (depuis 1939).
| Période           | Période           | Identité                        | Etiquette | Qualité                                                                  |                                                                                                 |                                               |                                               |                                               |                                               |
| 1633              |                   | Nicolas Thibaut                 |           | Notaire royal                                                            | Liste des officiers et fonctionnaires seigneuriaux ou communaux selon les registres paroissiaux |                                               |                                               |                                               |                                               |
| 1664              |                   | Henri Thibaut                   |           | Procureur fiscal                                                         |                                                                                                 |                                               |                                               |                                               |                                               |
| 1672              |                   | Jean X.                         |           | Procureur fiscal                                                         |                                                                                                 |                                               |                                               |                                               |                                               |
| 1674              |                   | Pierre Massenat                 |           | Procureur fiscal                                                         |                                                                                                 |                                               |                                               |                                               |                                               |
| 1682              |                   | Jean Thomas                     |           | Procureur fiscal                                                         |                                                                                                 |                                               |                                               |                                               |                                               |
| 1689              |                   | Jean Massenat                   |           | Procureur fiscal                                                         |                                                                                                 |                                               |                                               |                                               |                                               |
| 1692              |                   | Pierre Martel                   |           | Procureur fiscal                                                         |                                                                                                 |                                               |                                               |                                               |                                               |
| 1728              |                   | Nicolas Aubert                  |           | Maire royal                                                              |                                                                                                 |                                               |                                               |                                               |                                               |
| 1742              |                   | François Aubert                 |           | Procureur fiscal                                                         |                                                                                                 |                                               |                                               |                                               |                                               |
| 1764              |                   | Bernard de Bouvet               |           | Baron, seigneur de Saint-Vrain                                           |                                                                                                 |                                               |                                               |                                               |                                               |
| 1790              |                   | Pierre Desistres                |           | Curé de Saint-Vrain?                                                     |                                                                                                 |                                               |                                               |                                               |                                               |
| septembre 1790    | 9 décembre 1792   | Joseph Viard                    |           | élu en septembre 1790, réélu le 13 novembre 1791 puis le 9 décembre 1792 | Liste des maires selon les actes d'état civil                                                   | Liste des maires selon les actes d'état civil | Liste des maires selon les actes d'état civil | Liste des maires selon les actes d'état civil | Liste des maires selon les actes d'état civil |
| 9 décembre 1792   | nivôse an IV      | Michel Bouché                   |           | Membre du conseil général de la commune                                  |                                                                                                 |                                               |                                               |                                               |                                               |
| nivôse an IV      | vendémiaire an VI | Louis Roy                       |           | Agent municipal                                                          |                                                                                                 |                                               |                                               |                                               |                                               |
| vendémiaire an VI | floréal an VII    | Claude Vagny                    |           | Agent municipal                                                          |                                                                                                 |                                               |                                               |                                               |                                               |
| floréal an VII    | juin 1800         | Joseph Viard                    |           | Agent municipal                                                          |                                                                                                 |                                               |                                               |                                               |                                               |
| juin 1800         | mars 1808         | Louis Roy                       |           | Maire                                                                    |                                                                                                 |                                               |                                               |                                               |                                               |
| mars 1808         | novembre 1837     | Pierre Joseph Aubertin          |           |                                                                          |                                                                                                 |                                               |                                               |                                               |                                               |
| novembre 1837     | octobre 1846      | Pierre Félix Aubertin           |           | Fils du précédent                                                        |                                                                                                 |                                               |                                               |                                               |                                               |
| octobre 1846      | avril 1871        | Nicolas Adolphe Aubertin        |           | Frère du précédent                                                       |                                                                                                 |                                               |                                               |                                               |                                               |
| avril 1871        | 14 juin 1889      | Ambroise Isidore Guyot          |           |                                                                          |                                                                                                 |                                               |                                               |                                               |                                               |
| aout 1899         | 11/1/1906         | Charles Amédé Théogène Aubertin |           | Fils de Nicolas Adolphe Aubertin                                         |                                                                                                 |                                               |                                               |                                               |                                               |
| janvier 1906      | mai 1912          | Adrien Césaire Augustin Gérard  |           |                                                                          |                                                                                                 |                                               |                                               |                                               |                                               |
| mai 1912          | 30 novembre 1919  | Gustave Gillot                  |           |                                                                          |                                                                                                 |                                               |                                               |                                               |                                               |
| 30 novembre 1919  | 29 juillet 1924   | Gaétan Aubertin                 |           | Petit fils de Nicolas Adolphe                                            |                                                                                                 |                                               |                                               |                                               |                                               |
| août 1924         | mai 1929          | Abel Gérard                     |           |                                                                          |                                                                                                 |                                               |                                               |                                               |                                               |
| mai 1929          | mai 1935          | Camille Grosjean                |           |                                                                          |                                                                                                 |                                               |                                               |                                               |                                               |
| 19 mai 1935       | 26 février 1939   | Abel Gérard                     |           |                                                                          | Liste des maires selon le registre des délibérations                                            |                                               |                                               |                                               |                                               |
| 26 février 1939   | 20 mai 1945       | Louis Lallement                 |           |                                                                          |                                                                                                 |                                               |                                               |                                               |                                               |
| 20 mai 1945       | 27 mars 1965      | Ernest Delaunay                 |           |                                                                          |                                                                                                 |                                               |                                               |                                               |                                               |

Le 11/1/1906, M.Émile Loubet, président de la République, a dissous le conseil "considérant que toutes les tentatives faites en vue de la reconstitution de la municipalité sont demeurées sans résultat".
Il n'existe plus, au village, de descendants de ces maires portant ces patronymes en 2016 (à l'exception de la famille Lallement).
| Période                                  | Période                    | Identité                                      | Étiquette | Qualité            |
| ---------------------------------------- | -------------------------- | --------------------------------------------- | --------- | ------------------ |
| Les données manquantes sont à compléter. |                            |                                               |           |                    |
| 27 mars 1965                             | juin 1995                  | Alfred Lallement                              |           | Fils de Louis      |
| juin 1995                                | mars 2008                  | Pierre Lallement                              |           | Fils du précédent  |
| mars 2008                                | mars 2014                  | Christian Lallement                           |           | Frère du précédent |
| mars 2014                                | En cours (au 29 mars 2016) | Franck Turcato Réélu pour le mandat 2020-2026 |           |                    |

```
Le conseil municipal de Saint-Vrain, élu en 2014, était constitué d'un maire, deux adjoints et huit conseillers municipaux (sept hommes et quatre femmes). Le taux de participation aux élections 2014 était de 74,58 % (dont 2.27% de votes blancs ou nuls) au premier et unique tour.
```

Le15/3/2020, le conseil a été élu dès le premier tour (8 hommes et 3 femmes  parmi les 13 candidats qui se sont présentés). Le taux de participation était de 63.69% (il n'y a pas eu de votes blanc ou nul).

### Rattachements administratifs et électoraux
La commune, antérieurement membre de la communauté de communes de Val de Bruxenelle, l'a quittée le 1er janvier 2013 pour rejoindre la communauté de communes de Saint-Dizier, Der et Blaise, transformée le 1er janvier 2014 en communauté d'agglomération.
Elle est membre du Syndicat intercommunal de distribution d'eau potable de Saint-Vrain Vouillers depuis le 6 février 1973
Elle faisait partie du canton de Thiéblemont-Farémont et dépend dorénavant de celui de Sermaize-les-Bains

### Finances locales

#### Taux 2015
Taxe d'habitation : 10.25 %
Foncier bâti : 25,33 %
Foncier non bâti : 16,81 %
Ordures ménagères : 11.30 %

#### Endettement
Encours de la dette :
2020 : 72 040 € (par habitant 309 €)
2015 : 161 000 €  (par habitant 704 €)
Annuité de la dette :
2020 : 21 110 € (par habitant 91 €)
2015 : 15 670 € (par habitant 68 €)
La capacité de désendettement de Saint-Vrain évalue le rapport entre l'encours de la dette de Saint-Vrain et son épargne (sa capacité d'autofinancement). Ce ratio permet de déterminer le nombre d'années que la commune mettra à rembourser la totalité de sa dette si elle y consacre tous les ans l'intégralité de son épargne : 2,6 en 2020.

### Jumelage
La commune n'est jumelée à aucun village d'après l'association française du conseil des communes et régions d'Europe.

## Équipements et services publics

### Eau et déchets
Par convention entre la communauté d'agglomération et le Syndicat mixte du Sud-Est Marnais (SYMSEM), les habitants de Saint-Vrain ont accès aux déchèteries du SYMSEM (notamment à Thiéblemont-Farémont).

### Enseignement

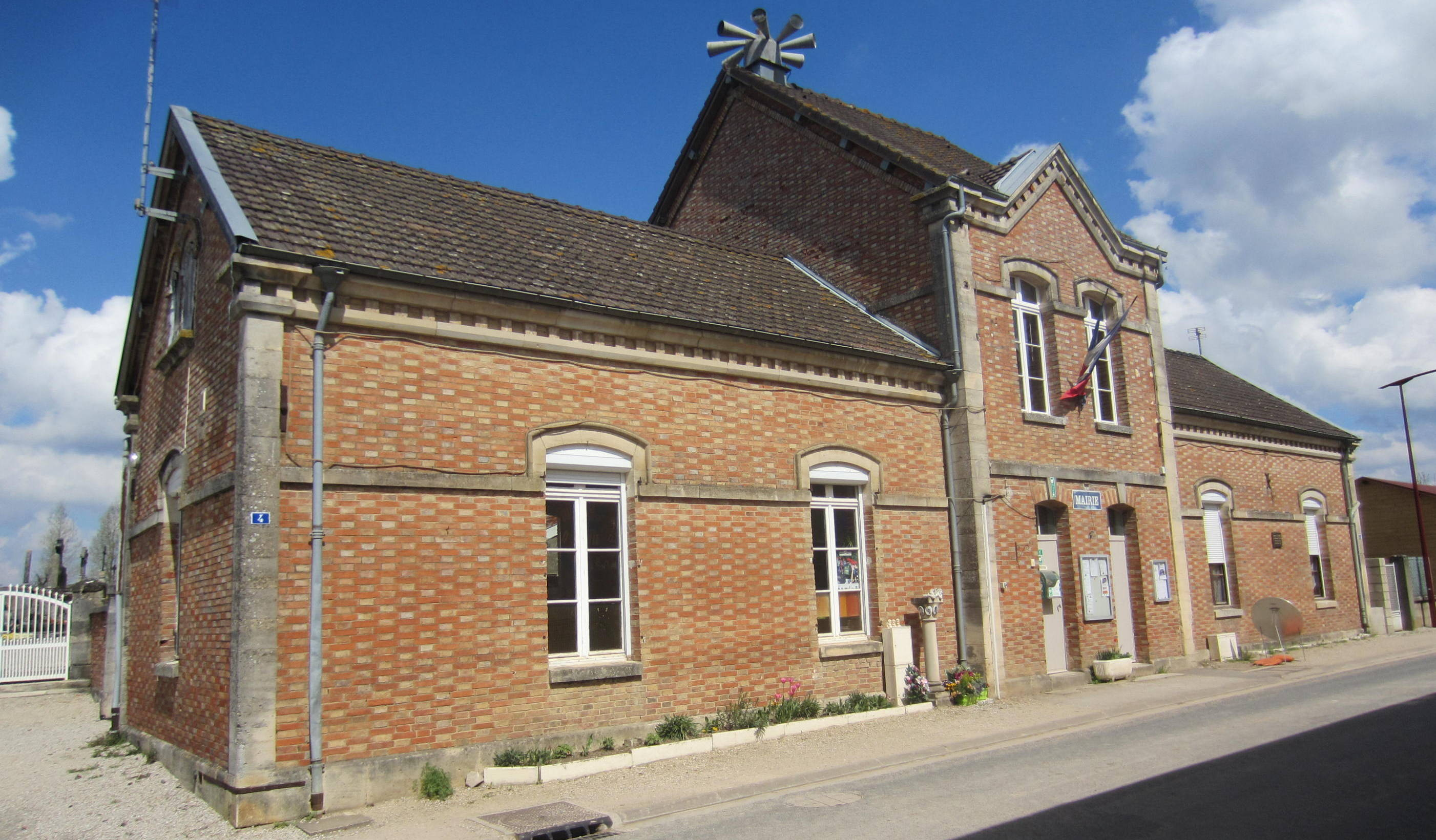
Mairie-école pavoisée.

En matière scolaire, la commune de Saint-Vrain dépend de l'académie de Reims (rectorat de Reims à 82,8 km). L'école primaire, dont la construction date de 1867, relève de l'Inspection académique de la Marne. L'école fait partie d'un RPI groupant les communes de Saint-Vrain, Vouillers et Saint-Eulien (un bus scolaire assure les déplacements entre les communes). Il n'y a pas de cantine scolaire.
Cette école a remplacé l'ancien presbytère qui, depuis la Révolution jusqu'en 1836, avait servi de maison d'école. Il y eut une autre maison d'école bâtie en 1839, vendue et démolie en 1873.
Le collège de rattachement est celui de Sermaize-les-Bains.
Pour le calendrier des vacances scolaires, Saint-Vrain est en zone B.
En 2015 : 12,7 % de la population était titulaire d'un diplôme de l'enseignement supérieur,15,8 % d'un baccalauréat (général, technologique, professionnel), 40 % d'un CAP ou d'un BEP

### Santé
Au XVIIe siècle, la commune qui comptait 500 habitants environ avait son « maître chirurgien »,. En 1892, il n'était plus présent.
Selon les registres paroissiaux, il y avait également des sages-femmes ou matrones choisies par le consentement de toutes les femmes du village et après avoir prêté serment sur les Évangiles ; à l'époque de la tenue de l'état-civil par les curés, nombre d'actes de naissance font en effet mention de l'administration du sacrement du baptême par celles-ci lorsque la vie du nouveau-né était en péril et ne permettait pas de se rendre à l'église (le baptême intervenant en principe le jour de naissance), c'est l'explication du serment et de l'obligation d'en avoir une par village.
Alors que la peste sévit dans les villages environnants (1631-1638), Saint-Vrain a été épargnée, la commune devenant un lieu de refuge pour l'avocat du Roi (le 24 septembre 1634), ou les filles dévotes de Vitry-le-François (du 13 octobre au 9 décembre) ; il en est de même pour le choléra en 1832, 1849 et 1854 ; le docteur Mougin qualifie d'ailleurs le village de « village sain ». Il note dans le relevé qu'il fait des ravages causés par les épidémies et épizooties dans l’arrondissement de Vitry : 15 personnes sont mortes de la fièvre typhoïde et de la  dysenterie, maladie importée en 1846 et, en 1864, 4 de la variole importée. Quatre cents moutons sont morts de la clavelée en 1830.
Aucun professionnel de santé n'exerce actuellement dans la commune. Les établissements hospitaliers les plus proches sont à Saint-Dizier et Vitry-le-François. Il existe une maison de retraite à Thiéblemont-Farémont, autrefois maternité où sont nés de nombreux habitants de Saint-Vrain ainsi qu'en atteste l'état civil (vers 1940/1960), commune peu éloignée.

## Population et société

### Gentilé
Faute de retrouver quelque information quant au gentilé dans les archives de la commune, une consultation avait été lancée auprès des habitants, mais le faible taux de réponse qui avait fait ressortir les Saint-Vrenais n'avait pas conduit la municipalité à délibérer. Ceux de Saint-Vrain dans l'Essonne s'appellent les Saint-Vrainois). 

### Démographie

#### Dénombrement
L'évolution du nombre d'habitants est connue à travers les recensements de la population effectués dans la commune depuis 1793. Pour les communes de moins de 10 000 habitants, une enquête de recensement portant sur toute la population est réalisée tous les cinq ans, les populations de référence des années intermédiaires étant quant à elles estimées par interpolation ou extrapolation. Pour la commune, le premier recensement exhaustif entrant dans le cadre du nouveau dispositif a été réalisé en 2005.

En 2022, la commune comptait 227 habitants, en évolution de +0,44 % par rapport à 2016 (Marne : −1,19 %, France hors Mayotte : +2,11 %).
| 1793 | 1800 | 1806 | 1821 | 1831 | 1836 | 1841 | 1846 | 1851 |
| ---- | ---- | ---- | ---- | ---- | ---- | ---- | ---- | ---- |
| 133  | 251  | 263  | 262  | 261  | 278  | 275  | 282  | 263  |

| 1856 | 1861 | 1866 | 1872 | 1876 | 1881 | 1886 | 1891 | 1896 |
| ---- | ---- | ---- | ---- | ---- | ---- | ---- | ---- | ---- |
| 281  | 300  | 306  | 272  | 283  | 256  | 252  | 240  | 234  |

| 1901 | 1906 | 1911 | 1921 | 1926 | 1931 | 1936 | 1946 | 1954 |
| ---- | ---- | ---- | ---- | ---- | ---- | ---- | ---- | ---- |
| 221  | 211  | 207  | 184  | 178  | 183  | 189  | 187  | 173  |

| 1962 | 1968 | 1975 | 1982 | 1990 | 1999 | 2005 | 2006 | 2010 |
| ---- | ---- | ---- | ---- | ---- | ---- | ---- | ---- | ---- |
| 178  | 178  | 137  | 175  | 213  | 217  | 208  | 207  | 210  |

| 2015 | 2020 | 2022 | - | - | - | - | - | - |
| ---- | ---- | ---- | - | - | - | - | - | - |
| 226  | 223  | 227  | - | - | - | - | - | - |

#### Évolution de la population
De 1599 à 1824, on a compté 1867 naissances et 1351 décès.
En 1628, la paroisse comprenait 80 feux et 200 communiants.
En 2015, les 226 habitants se répartissaient comme suit :
- les hommes représentaient  48.67 % (110/226) et les femmes 51.32 %(126/226)
Depuis 1968, le taux de natalité a toujours été supérieur ou égal au taux de mortalité (respectivement 13.9 % et 7.4 % de 2010 à 2015 par exemple).
L'analyse exhaustive des actes de l'état civil de 1696 à 1940, si les informations y figurent, montre que lorsque les mariages n'avaient pas lieu entre personnes demeurant au village, les personnes extérieures à la paroisse ou à la commune étaient originaires, pour l'essentiel, des paroisses ou  communes limitrophes du canton, puis des cantons des arrondissements de Vitry-le-François, Saint-Dizier et plus exceptionnellement Bar-le-Duc. L'existence de nouveaux moyens de transports au début du XXe siècle a élargi le périmètre des communes concernées.
Et, vers 1920/1930, sont arrivés de jeunes couples ou personnes seules d'Espagne, Belgique, Yougoslavie, Tchécoslovaquie et Pologne, dont les membres, nés au début du siècle avant la Première Guerre mondiale, se sont installés au village concomitamment.

#### Accidentologie et faits divers
De 2005 à 2016 on relève deux accidents mortels :
Le 29/3/2009 à 6 h 15 (2 morts)
Le 23 mai 2010 à 4 h 30 (1 mort)
Le 1er mars 2018 un drame familial a fait deux morts

### Culte

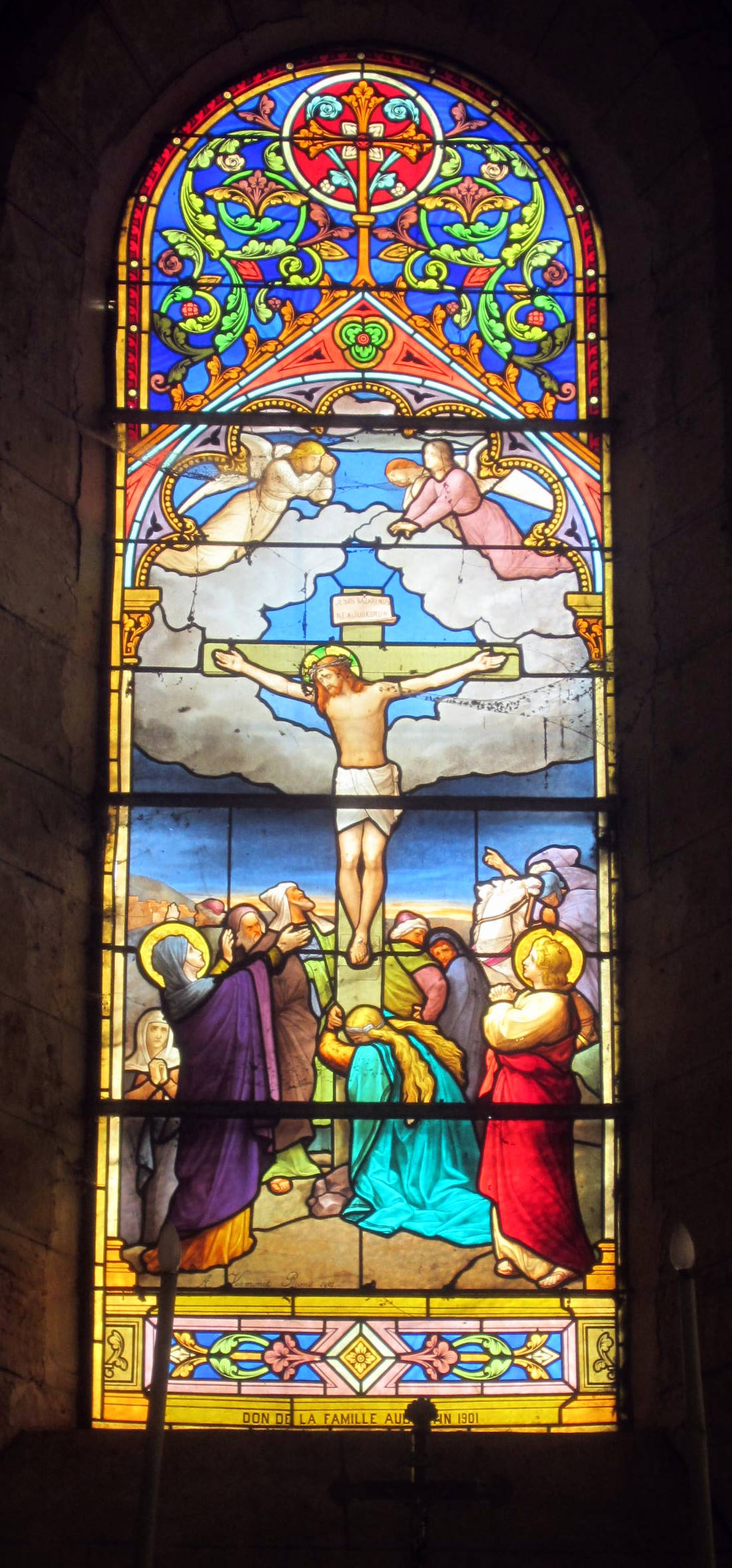
Don de la famille Aubertin en 1901.

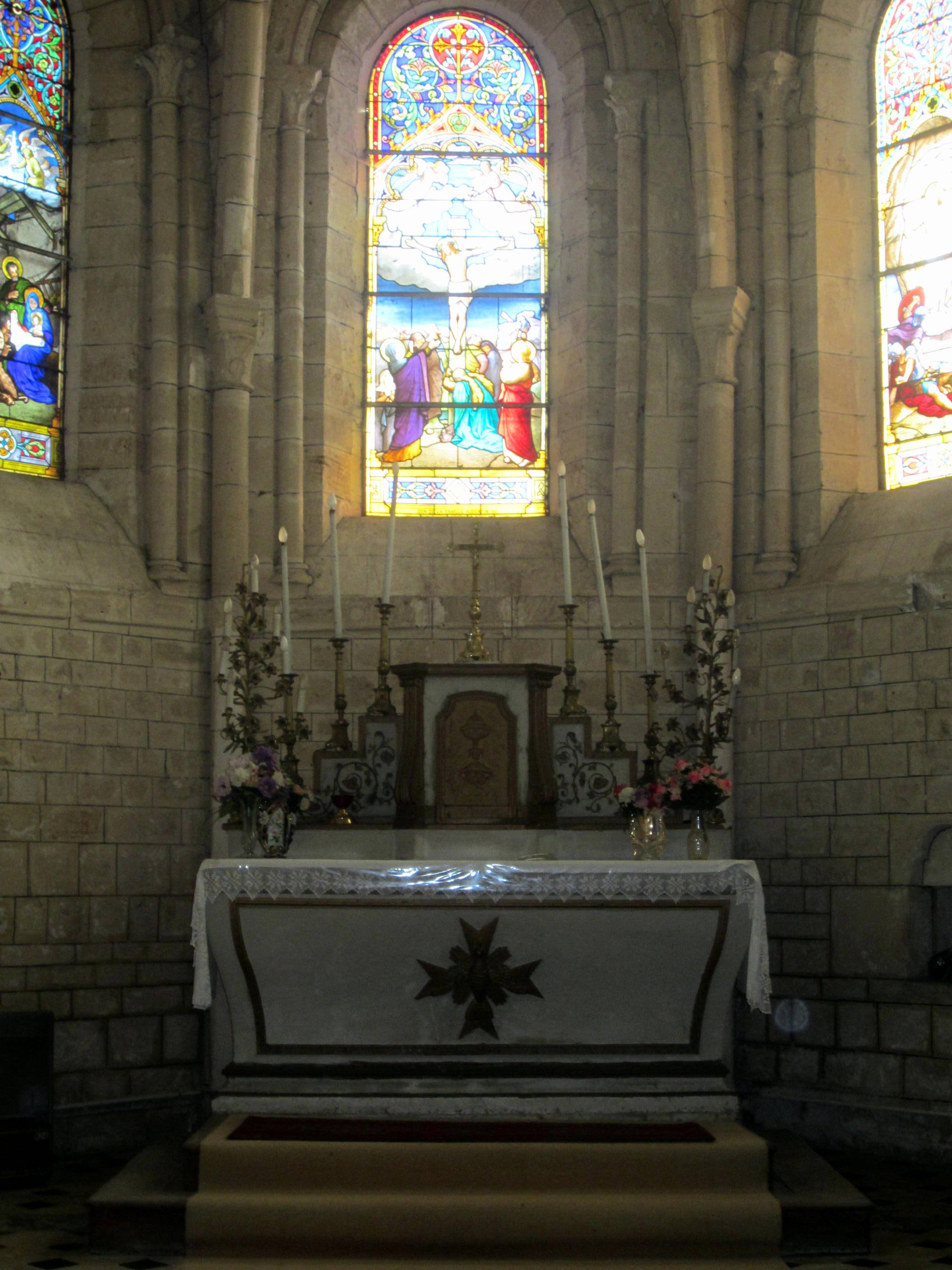
Autel principal consacré au saint patron.

La messe est célébrée par roulement.
Un document de 1409 stipule que l'église de Saint-Vrain est desservie par un nommé Norbert qui avait été autorisé à recevoir un nouvel autel.
Le terrier de 1615 porte qu'un nommé Marchand était logé, comme prêtre desservant l'église de Saint-Vrain, dans un ancien presbytère situé au couchant de l'église. La liste des curés qui se sont succédé est connue.
Le village dépendait de Heiltz-le-Hutier quant au spirituel ; Saint-Vrain n'a été une paroisse autonome que du 20 juillet  1619 au 7 février 1812 date du décret impérial qui a réuni « la succursale de Saint-Vrain à la succursale de Vouillers ». Puis en 1863, Saint-Vrain fut érigé en chapelle vicariale dépendant de la paroisse de Vouillers. Le dernier curé résident est Antoine  Blaincourt qui a quitté son office le 1er avril 1812.
Actuellement, la commune appartient à la paroisse Saint Jean Bosco du Seuil du Perthois (diocèse de Châlons-en-Champagne), ainsi nommée car elle est implantée dans le Perthois. Elle s’est constituée par le regroupement de quatre secteurs paroissiaux : Blesme, Thieblemont-Farémont, Perthes (ancien secteur de Saint-Vrain), Dompremy/Favresse/Haussignémont.
La paroisse se situe à l’extrême limite du département de la Marne et de la Haute-Marne et du diocèse de Châlons-en-Champagne et de Langres. Les 13 communes qui la composent, dont celle de Perthes (où résidait son curé) du diocèse de Langres (Haute-Marne), se répartissent de part et d’autre de la RN 4.

### Manifestations culturelles et festivités

#### Les fêtes patronale et communale
Les fêtes patronale et communale sont fixées au dimanche suivant le 11 novembre (anniversaire du décès, le 11 novembre 590, de saint Véran) et au 3e dimanche de mai.
La fête du village se tenait sur une place où trônait un marronnier, à l'intersection de la RD 77 et du chemin de Trois-Fontaines. Elle s'est déplacée à l'occasion de la construction de la salle des fêtes en 2002.

Pour la fête communale, les garçons allaient choisir et couper des branches de sapins, tandis que les filles réalisaient des fleurs en papier crépon de couleurs. Celles–ci étaient ensuite fixées sur les branches de sapin, et offertes à chaque maison ; le nombre de fleurs ou les couleurs étaient différentes pour le maire et les adjoints. Chacun se faisait fort de les accrocher, signe de fête, à sa maison.

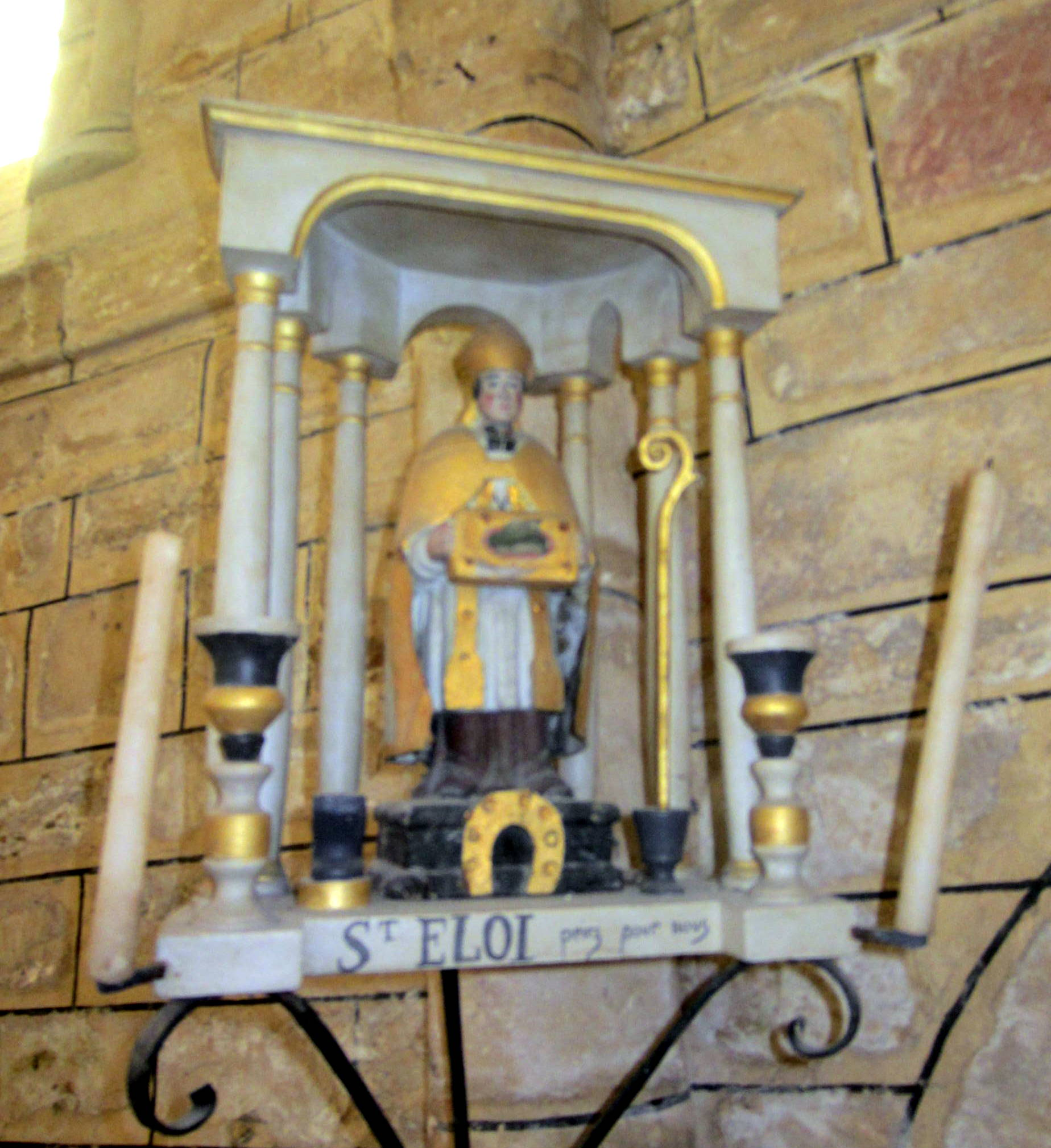
Saint Éloi.

#### La Saint-Eloi
Les habitants les plus âgés se souviennent qu'une procession était organisée pour la Saint-Éloi (de Noyon), saint patron protecteur des agriculteurs et  forgerons,; sa statuette, portée en procession, trône toujours à droite dans le chœur de l'église.
L'organisation revenait chaque année, le 1er décembre, à un agriculteur différent. Il était de tradition qu'il offre aux participants aux cérémonies, un morceau de  brioche bénie au cours de la messe  et, qu'il donne une brioche à celui qui en aurait la charge l’année suivante. La diminution du nombre de cultivateurs est sans doute à l'origine de  son abandon au cours de la seconde moitié du XXe siècle.

#### La tradition des mais
Enfin, il existait une tradition partagée par plusieurs communes de l'Est :
Chaque année jusqu'au début du XXIe siècle, dans la nuit du 30 avril au 1er mai, les jeunes hommes célibataires du village installaient des arbres (appelés les mais) devant la porte ou contre le mur du domicile des jeunes filles à marier pour les honorer. Si dans d'autres communes, selon l'essence de l'arbre posé sur la façade, il y avait une signification, il n'en était rien à Saint-Vrain ; seul le charme était utilisé, mais la crainte alors des jeunes filles, quoique non fondée, était de n'en avoir point.
Cette nuit était aussi l'occasion de déplacer tous les objets que l'on trouve dehors : malgré leur vigilance, il y avait toujours des habitants qui en étaient victimes. Pour les jeunes, tout ce qui trainait à proximité des maisons était "bon à prendre" (normalement, ils ne devaient pas faire irruption chez les gens). Des pots de fleurs, des bancs, des chaises, des salons de jardin, des seaux, des outils,  des portails ou volets dégondés, (gare à l’imprudent qui n’avait pas accroché ses volets ou rentré ses pots de fleurs ou autres !), du matériel agricole... étaient regroupés sur la place du village. Le lendemain matin, au réveil, les habitants ayant eu des objets dérobés venaient les récupérer. Parfois, les objets séjournaient plus longtemps, leur propriétaire ne s’étant pas rendu compte de leur disparition.
Certains propriétaires manifestaient leur mécontentement mais, la plupart, respectaient la coutume et laissaient faire (les moins coopératifs pouvaient devenir les victimes désignées de l'année suivante) et puis les jeunes étaient prêts à remettre les objets déplacés en échange  "d'un coup à boire".

## Économie

### Revenus de la population et fiscalité
Le revenu médian annuel de la population de Saint-Vrain, est évalué à 21 504 € (2020) et l'impôt moyen des 125 foyers fiscaux est de 1 206 € (2020); seuls 58 foyers étaient imposables soit 46,4 %.

### Emploi
La commune fait partie :
- du bassin de vie de Saint-Dizier qui regroupe 16 communes de la Haute-Marne et 22 communes de la Marne (La population du bassin de vie de Saint-Dizier est de 52 563 habitants  en 2014)
- du bassin d'emploi de Vitry-le-François (la population du bassin d'emploi est de 47 854 habitants en 2013)

En 2015 sur 142 personnes âgées de 15 à 64 ans, 104 étaient actifs et 92 avaient un emploi ; la répartition était celle-ci : 64.8 % avaient un emploi, 8.5 % étaient chômeurs, 12 % retraités, 4.9 % étudiants, et 9.9 % inactifs[réf. nécessaire].
Parmi les 92 personnes qui avaient un emploi 16.3 % travaillaient à temps partiel et 10 dans la commune.

### Secteurs d'activité
L'essentiel de l'activité relevait du secteur primaire, ce qu'explique l’importance des surfaces consacrées à l'agriculture et la forêt. Les flux migratoires, observés à partir des actes de l'état civil montrent en effet que de nombreux manouvriers, domestiques, bergers, ou bucherons venaient des communes voisines, s'y ajoutaient les instituteurs ou recteurs d'école puis les gardes-barrières et gardes-sémaphoristes. Le chemin de fer marque la disparition de l'arrivée des bergers. L’examen comparatif des recensements de 1841 et 1901 permet d'apprécier cette évolution.
Pour les travaux de l'été, la moisson, des renforts venaient des communes forestières (Cheminon...), puis de la ville (Saint-Dizier, les ouvriers des usines venant gagner quelque argent pendant leurs congés). La fin des moissons donnait lieu à des manifestations festives dans chaque ferme (la dernière gerbe accrochée à la dernière charrette ou remorque et le repas de clôture de moisson). Un autre moment fort rythmait les fermes: l'arrivée de l'entreprise de battage avant les premières moissonneuses-batteuses. Les tracteurs agricoles sont apparus au cours des années 1950.
En 2015, il n’y avait plus qu'un agriculteur-exploitant, et 11 travailleurs indépendants (quatre dans le bâtiment, trois dans le commerce quatre dans l'Administration publique, enseignement, santé, action sociale) L’élevage a quasiment disparu sur la commune, les anciens prés ayant été « retournés ».

## Culture locale et patrimoine

### Pèlerinage et légendes

#### Pèlerinage
Un pèlerinage fut autorisé à la suite d'une patente accordée en 1515 par Gilles de Luxembourg, 80e évêque de Châlons-en-Champagne (de 1503 à 1535); ce fût l'un des plus importants lieux de pèlerinage de la région; on venait de loin pour guérir les « faous ». Le pèlerinage perdura jusqu'en 1791 ; on connait le nom des derniers pèlerins (Mlle Dabornet de Vitry-le-François et Mlle Duhamel de Mognéville (Meuse)).
Dans le cimetière, vis-à-vis de la principale porte de l'église, se dressait une petite maison en bois dans laquelle se trouvait un bief ou une auge nommée « bief de Saint-Vrain ». C'était là que les pauvres  déshérités de la raison subissaient une espèce de traitement, en même temps que l'on faisait une neuvaine à leur intention. Chaque jour, on les étendait dans le bief, de gré ou de force, et on leur jetait de temps à autre de l'eau bien fraîche sur le corps, jusqu'à ce qu'ils fussent presque entièrement submergés, puis on les faisait sortir pour assister à la messe. Ordinairement, on s'apercevait qu'ils avaient retrouvé la raison.
Les actes paroissiaux (XVIe et XVIIe siècles) font mention de nombreuses guérisons obtenues par l'intercession de saint Vrain, illustration parfaite de l'hagiothérapie.
Un dicton populaire ne disait-il pas : « Daou grand Saint Vrain, te virais dans le bir, You l'on garit los gens quant y sont faous ; Prende garde à ty car on tient le caou, Quand la patenôtre où ne veumes l'y dire. Daou grand Saint Vrain, te vivais dans le bir, You l'on garit los gens quant y sont faous »,.

#### Légendes
Une légende rapporte qu'au XIe siècle, une double intervention de Saint Vrain serait à l'origine de ce pèlerinage :
- d'une part il aurait sauvé l'enfant d'un seigneur du village, qui venait juste d'avoir un garçon; cette naissance lui assurait sa lignée mais aussi la jalousie de voisins. L'enfant fut enlevé par un autre seigneur du pays (ou des brigands, dans le but d'anéantir la race des seigneurs, selon les versions); alors que les ravisseurs périrent dans les douves, l'enfant fut retrouvé vivant avec une blessure à la tête qui mettait sa vie en danger; après de longues nuits de prières l'enfant guérit sans séquelles,
- et  d'autre part il aurait guérit le père de cet enfant qui, de douleur, avait perdu subitement la raison,.
La maison près de l'église a été vendue en 1795 et enlevée de suite par l'acquéreur qui employa les matériaux provenant de la démolition. À partir de ce jour, le malheur tomba, comme la foudre sur la maison et la famille de l'acquéreur. La famille tout entière fut livrée à la démence.
Près d'un des châteaux, appelé le château de Saint-Vrain, se trouvait un étang converti en pré. Une  autre légende voudrait que le diable apparaisse fréquemment en un certain point de cet étang appelé « la place carrée » d'une stérilité presque absolue, « malgré les soins du propriétaire, et quoique le morceau de terrain ne se distingue pas de celui qui l'avoisine ». Elle a  également donné naissance à une poésie patoise du Perthois : Sabats ou couplets sur la place carrée de l’étang de Saint-Vrain.

### Lieux et monuments

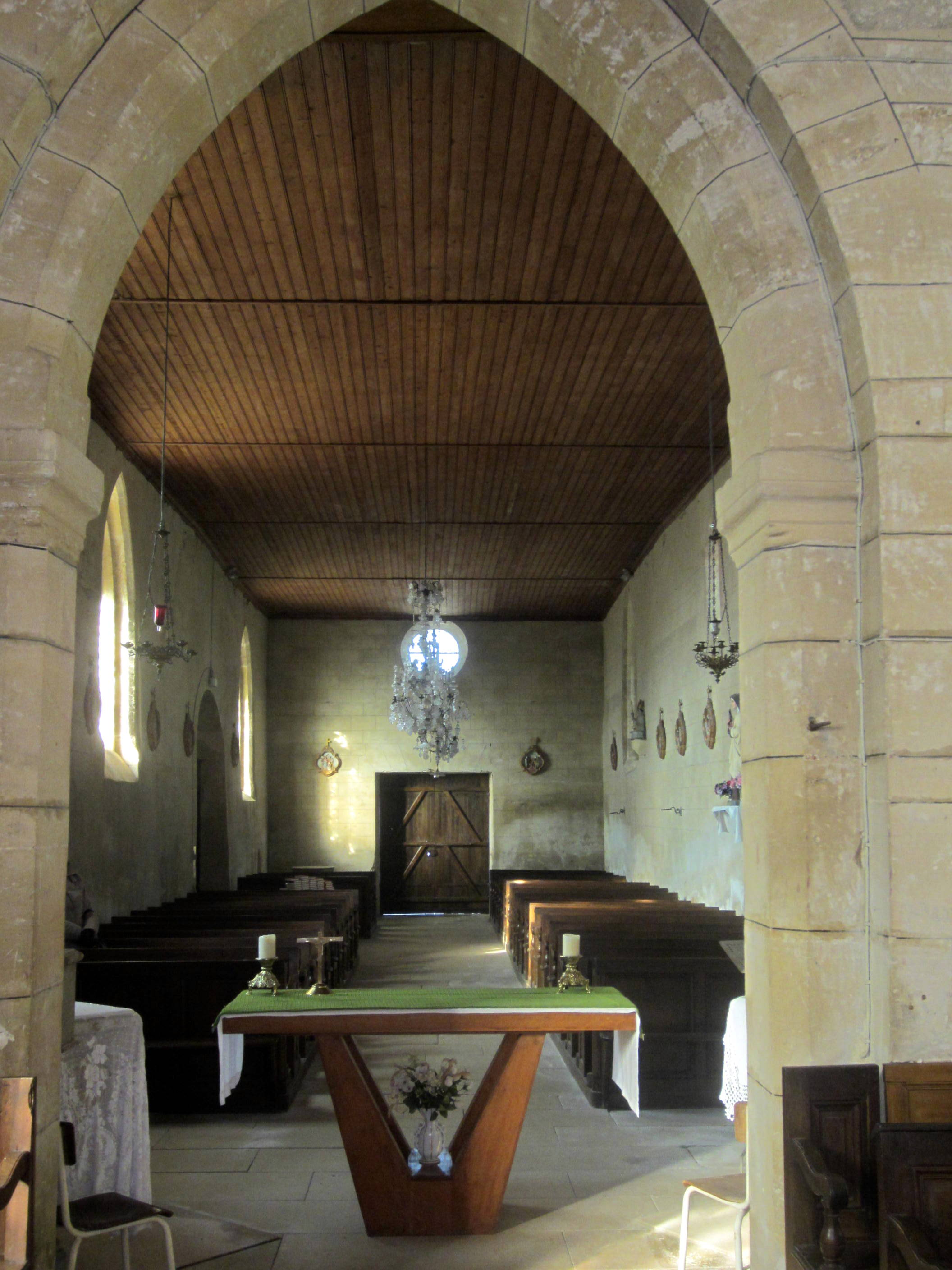
Nef vue du chœur de l'église.

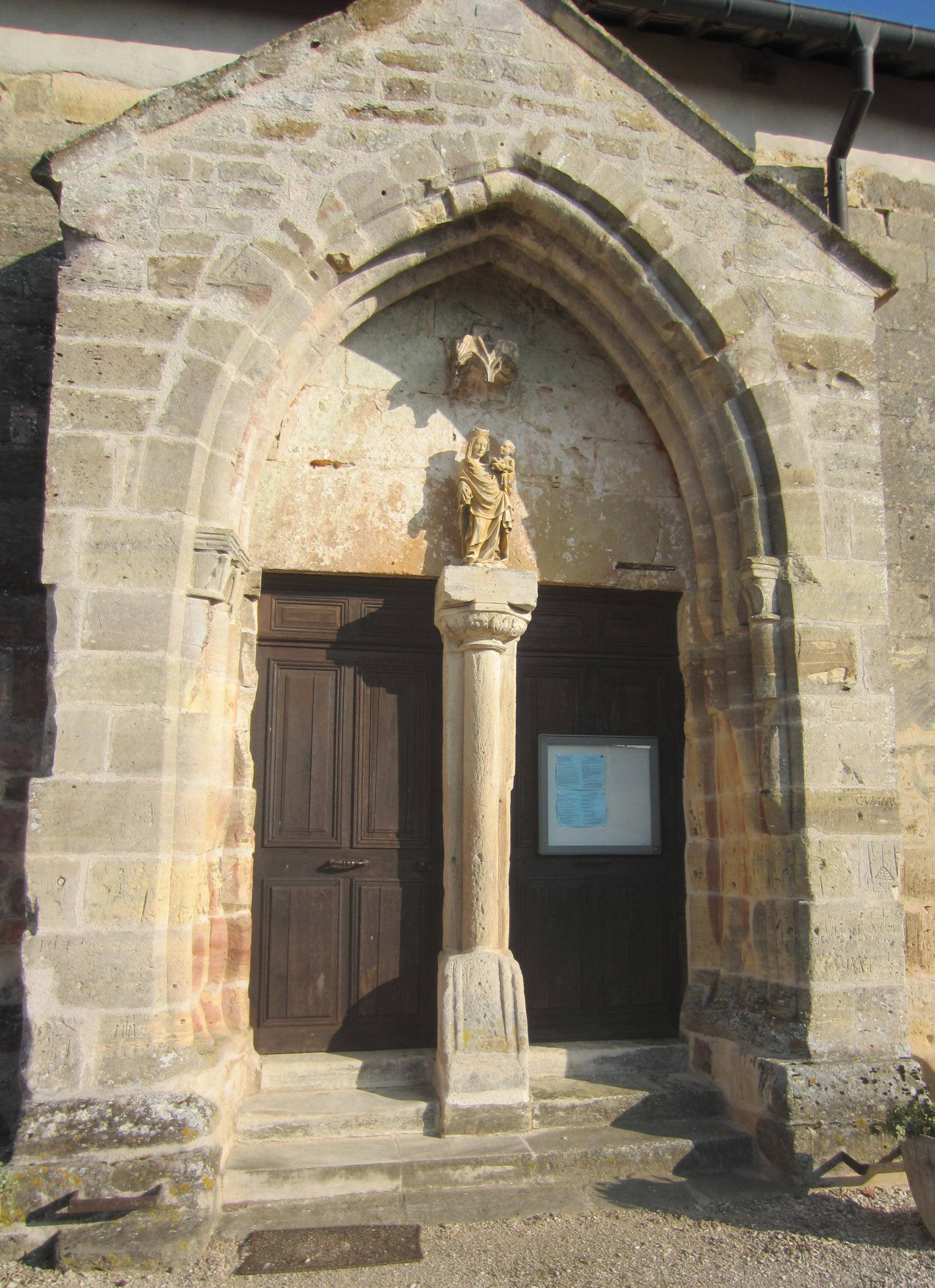
Entrée latérale utilisée en dehors des cérémonies importantes (mariage, enterrement...).

Son église a été édifiée des XIe siècle au XVIe siècle,, :
- XIIIe siècle : abside polygonale et la travée du chœur voûtée, la tour carrée,
- XIVe siècle : nef charpentée remaniée et portail sud,
- XVe siècle : chapelle,
- XVIIIe siècle : statue de saint Vrain,
- XIXe siècle : Vierge à l’enfant.

L’église est inscrite à l'inventaire des monuments historiques (arrêté du 28 mars 1834) et, la Vierge à l’enfant est classée monument historique (23 octobre 1908).
Comme dans de nombreuses églises, plusieurs personnes y furent inhumées  (près du bénitier, des fonts baptismaux, de l'autel de la Vierge...). Pour autant, s'il n'y en avait pas mention dans les actes mortuaires, personne n'en aurait connaissance à l’exception d'une seule inscription importante à l'entrée de la chapelle Saint-Nicolas concernant Nicolle Mahuet femme de Pierre Massenat décédée le 8 aout 1680 qui fit donation « d'un journal de terre emblavée ».

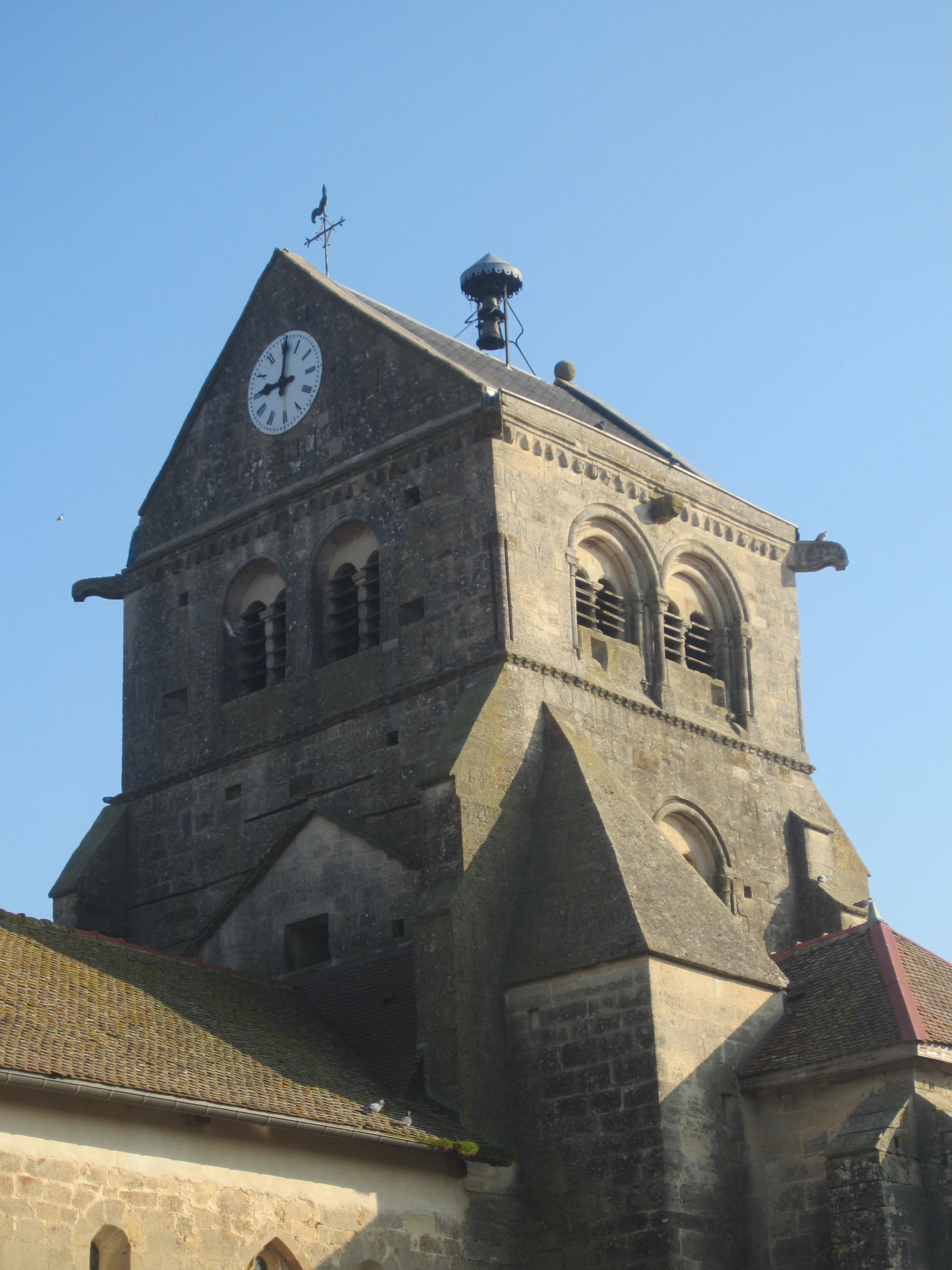
Clocher ; bâtière, cadran horaire, clochettes pour l'heure, coq girouette.

Dans le cadre des « églises accueillantes », l'église de Saint-Vrain peut être visitée : on y pénètre par une petite porte gothique latérale ornée d'une statuette. Le chœur est gothique avec arcatures en arc brisé ou tréflé à la base des murs. La tour date de la même époque mais a encore des baies en plein cintre. Les colonnettes des baies sont carrées et les arêtes sont amorties par des tores. Sa nef unique est éclairée par des fenêtres flamboyantes. Il ne reste plus que la trace de la chaire, de son dossier, de son abat-voix et de son escalier à proximité de l'autel de la Vierge à l'enfant ; d'anciennes cartes postales montrent qu'il s'agissait d'un ouvrage relativement simple. Trois vitraux, don de la famille Aubertin (1901), ornent le chœur. Le portail principal qui ne sert que pour les cérémonies (mariage, enterrement), se trouve sur le côté sud. La base du clocher, est couvert d'une bâtière (Clocher en bâtière) à versants bien inclinés; le clocher est souligné par de vigoureuses moulures, et orné de petites cloches qui annoncent les heures..., et d'un coq girouette.

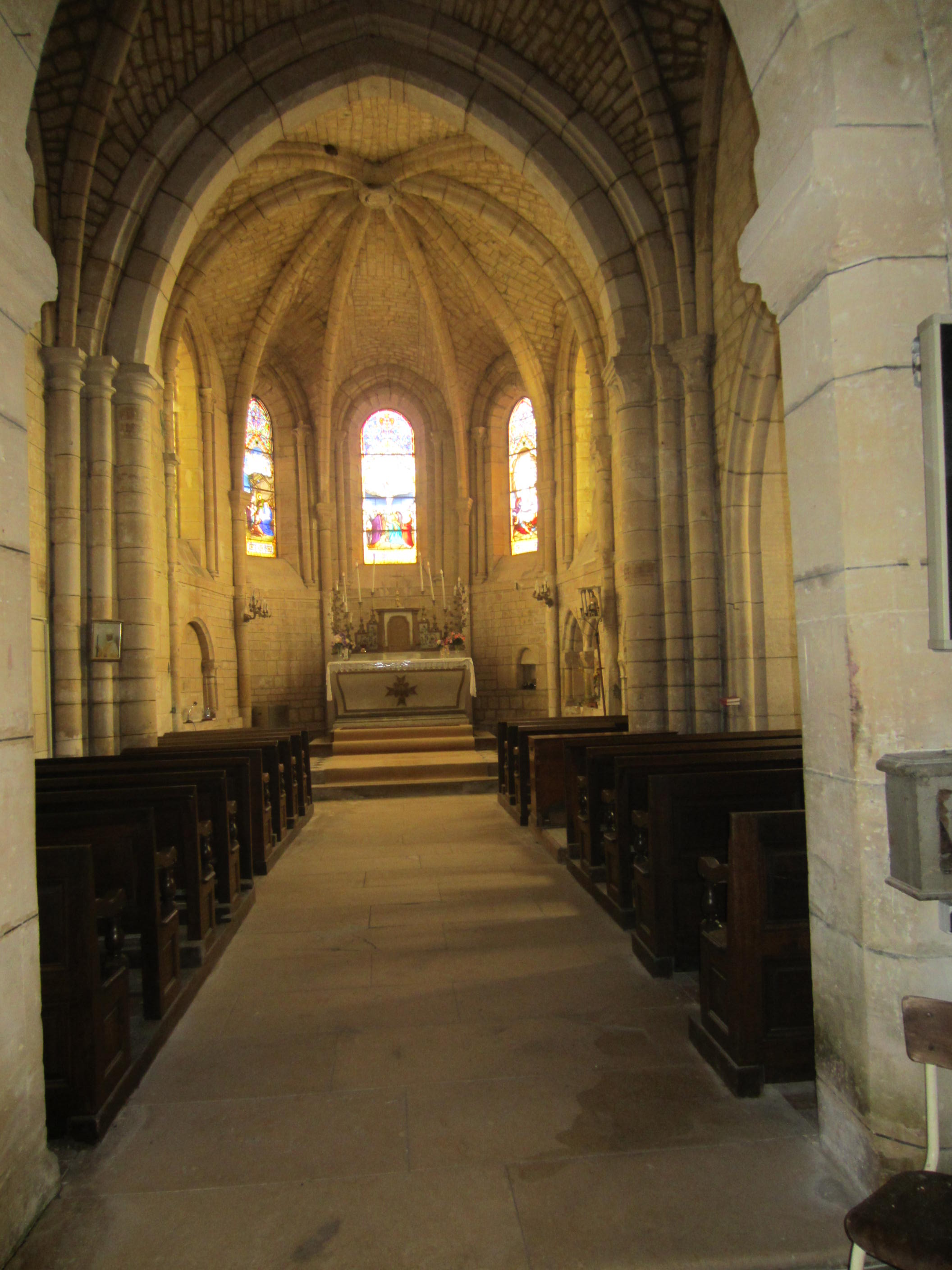
Chœur.

Le 8 octobre 1627, l'évêque de Chalons a dédié et consacré les autels, le premier à Saint-Vrain, l'autel de la chapelle à saint Nicolas, l'autel côté cure à la Vierge, celui de l'autre côté à saint Sébastien.
Il était de tradition de baptiser les cloches,. C’est le 17 décembre 1731 que ses deux cloches ont été bénites par le curé de la paroisse, la grosse en l’honneur de sainte Anne et la petite en l’honneur de sainte Suzanne. « Le tout s’est passé avec grande solennité » selon l’acte figurant dans les actes de baptême de la paroisse. La grosse cloche pesait 1 080 livres, la petite 780 livres. Mais les cloches actuelles dateraient de 1860.
Le 21 mai 1792, un orage eut lieu qui fit sur l'église de notables dégâts ; la municipalité réunie le 27 suivant vota l'urgence des réparations.
Vers 1910, le cadran solaire qui donnait l'heure a été remplacé par une horloge placée au clocher (cadran blanc tranchant sur la pierre grise) ; l'heure n'a pas toujours été conforme à « l'heure du chemin de fer » ou « l'heure du gouvernement ».
Le cimetière qui entoure l'église, et dont la partie principale utilisée se situe derrière la mairie-école, présente peu de monuments funéraires anciens encore en état ; à noter, une simple tombe ornée d'une croix de type patriarcal, en bois blanc.
Il existait un lavoir communal datant de 1875, vendu en novembre 1985.

### Découverte archéologique
Les frères Gillot découvrirent un poignard en silex en 1881, à la surface du sol. « Il ne s'agit pas d'une arme en silex du Danemark », comme cela avait pu être supposé dans un premier temps ; il semblerait dater d'avant les invasions normandes. Actuellement, il est conservé au British Muséum où il est recensé sous le numéro ML615 et un dessin à la gouache est conservé au musée des Antiquités nationales à Saint-Germain-en-Laye dans les albums départementaux.

### Personnalités liées à la commune

#### Personnalités nées et inhumées à Saint-Vrain
- Alphonse-Frumance Gérard (1813-1871), homme de lettres à l’imagination mélancolique et rêveuse, qui, après avoir séjourné dans le Midi de la France, resta quelques mois en Algérie où il rencontra un abbé de Castellane et un disciple de Mahomet. Il écrivit une suite d’observations sur la religion chrétienne : Discours sur l'athéisme…en 1858, Le bon sens du curé Mestier, puis une épitre sur la révolution ; il a publié aussi Rodrigue et Eudoxie (en trois parties, les deux premières en vers et la troisième en prose), Matigny seigneur de Saint Vrain[110].
- Théodore Gustave Gillot (1850-1936), conseiller municipal puis maire, fait chevalier du Mérite agricole pour l'invention d'une nouvelle pomme de terre la Gilotte, aujourd'hui disparue[111].
- Maurice Dorolle (1872-1958), élève boursier[112], dont le père, maréchal-ferrant dans la commune avait parcouru la France vers 1870 en tant que compagnon ; professeur agrégé de philosophie, il fut élu président de la Société des agrégés et a publié plusieurs ouvrages : Problèmes de l'induction, Césalpin, La logique et la vie, Traité de logique, Le traité de dissertation philosophique[113].
- Pierre André Varnier, sous officier, plusieurs fois cité, fait chevalier de la Légion d'honneur le 24/12/1938 (JO du 28/12/1938)

#### Personnalité ayant séjourné à Saint-Vrain
- Pierre Dorolle (1899-1980) : fils de Maurice (supra), docteur en médecine, spécialiste des maladies tropicales, exerça en Indochine (de 1925 à 1950) avant de devenir directeur général adjoint de l’OMS du 21 août 1950 à 1973 (lors de la session de clôture de la 26e assemblée mondiale de 1973, la dernière avant qu’il ne quittât ses fonctions, après vingt-trois ans de service, l’OMS lui adressa «un message de profonde gratitude pour l’œuvre remarquable qu’il a accomplie au service de la santé internationale»)[114]. Un livre justifie sa place ici : Histoire de vie où sont relatés ses séjours dans la commune de Saint-Vrain et la vie communautaire du village. Il a publié par ailleurs de nombreux autres ouvrages professionnels[115]

### Héraldique
| Blason de Saint-Vrain | Blason  | Parti : au 1er d'argent à cinq châteaux de gueules, ordonnés 2, 2 & 1, au 2d d'argent à la rivière d'azur en fasce, accompagnée en chef d'un diable de gueules posé en bande et brochant sur l'angle dextre du chef d'un carreau de sinople déporté à senestre, et en pointe d'une croisette pattée et anchée de gueules ; le tout sommé d'un chef de gueules chargé de trois écussons d'or. |
| Blason de Saint-Vrain | Détails | Le point de départ est le blason de Saint-Vrain dans l'Armorial de J.B. Rietstap : D'argent au chef de gueules, chargé de trois écussons d'or, auquel ont été apportées les modifications suivantes : - Partition en deux de l’écu : « le territoire actuel était partagé entre deux villages: Saint-Vrain et Gémicourt », - La rivière : « traversée par un petit ruisseau l'Orconté », - Les châteaux : « sans compter cinq châteaux féodaux ayant de larges fossés et des ponts à bascule », - La croix du Temple : « Au XIIe siècle, les Templiers et bénédictins avaient des propriétés considérables à Saint-Vrain et à Gémécourt », - Le diable et le carré : « Près d'un des châteaux, appelé le château de Saint-Vrain, se trouvait un étang converti en pré. Une autre légende voudrait que le diable apparaisse fréquemment en un certain point de cet étang appelé « la pièce carrée » d'une stérilité presque absolue ». Adopté le 7 novembre 2016. |

### Photos
- Wikimedia Commons : photos déposées concernant le village